# Hermann Wagner
Hermann Wagner (Erlangen, 1840 – Bad Wildungen, 1929) è stato un geografo tedesco.
Docente all'università di Königsberg dal 1876 al 1880 e all'università di Gottinga dal 1880 al 1920, fu collaboratore della casa editrice Justus Perthes e direttore del Geogr. Jahrbuch. Fu autore di un celebreTrattato di geografia generale, il terzo volume del quale è dedicato alla ricostruzione della carta di Paolo Dal Pozzo Toscanelli  con una serie di riferimenti storico-geografici. 
Presso la casa editrice di Gotha pubblicò dal 1888 il Sydow-Wagners Metodischer Schul-Atlas, l'edizione scolastica dell'atlante generale creato nel 1842 da Emil von Sydow, curandone le successive ristampe.